# موریس بیتس

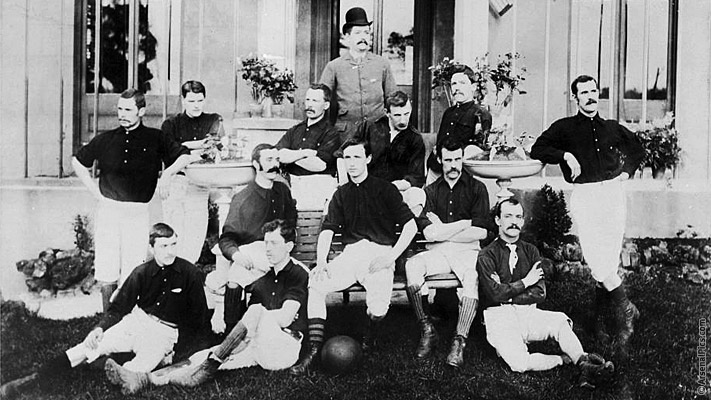
بازیکنان تیم فوتبال آرسنال در سال ۱۸۸۸

موریس بیتس (انگلیسی: Morris Bates؛ ۲۲ مهٔ ۱۸۶۴ – ۶ سپتامبر ۱۹۰۵) یک بازیکن فوتبال اهل بریتانیا بود. 